# Can Homdedéu
Can Homdedéu és una obra de Cabassers (Priorat) inclosa a l'Inventari del Patrimoni Arquitectònic de Catalunya.

## Descripció
La casa té interès per la seva portalada, datada del 1793. La porta, de pedra treballada, té a la part superior un motiu ornamental constituït per una petxina. La resta de l'edificació ha estat reformada i modernitzada.

## Història
Com tantes d'altres, la casa reflecteix un temps de puixança del poble. Avui, després de diverses reformes, la casa presenta un aspecte modern. L'entrada ha estat convertida en una botiga, respectant la porta adovellada.